# Periya
Periya är en ort i Indien.   Den ligger i distriktet Wayanad och delstaten Kerala, i den södra delen av landet, 1 900 km söder om huvudstaden New Delhi. Periya ligger 742 meter över havet och antalet invånare är 12 659.
Terrängen runt Periya är varierad. Runt Periya är det tätbefolkat, med 308 invånare per kvadratkilometer. Närmaste större samhälle är Mananthavady, 16,8 km öster om Periya. Omgivningarna runt Periya är en mosaik av jordbruksmark och naturlig växtlighet.